# Richemont (Mozela)
Richemont (niem. Reichersberg) – miejscowość i gmina we Francji, w regionie Grand Est, w departamencie Mozela.
Według danych na rok 1990 gminę zamieszkiwało 1 769 osób, a gęstość zaludnienia wynosiła 209 osób/km² (wśród 2335 gmin Lotaryngii Richemont plasuje się na 238. miejscu pod względem liczby ludności, natomiast pod względem powierzchni na miejscu 711.).